# ケーニッヒ

ケーニッヒ・スペシャル（König Specials）は、1974年にウィリー・ケーニッヒによって創業された、ドイツ・ミュンヘンに本部を置く自動車のチューニングメーカーである。

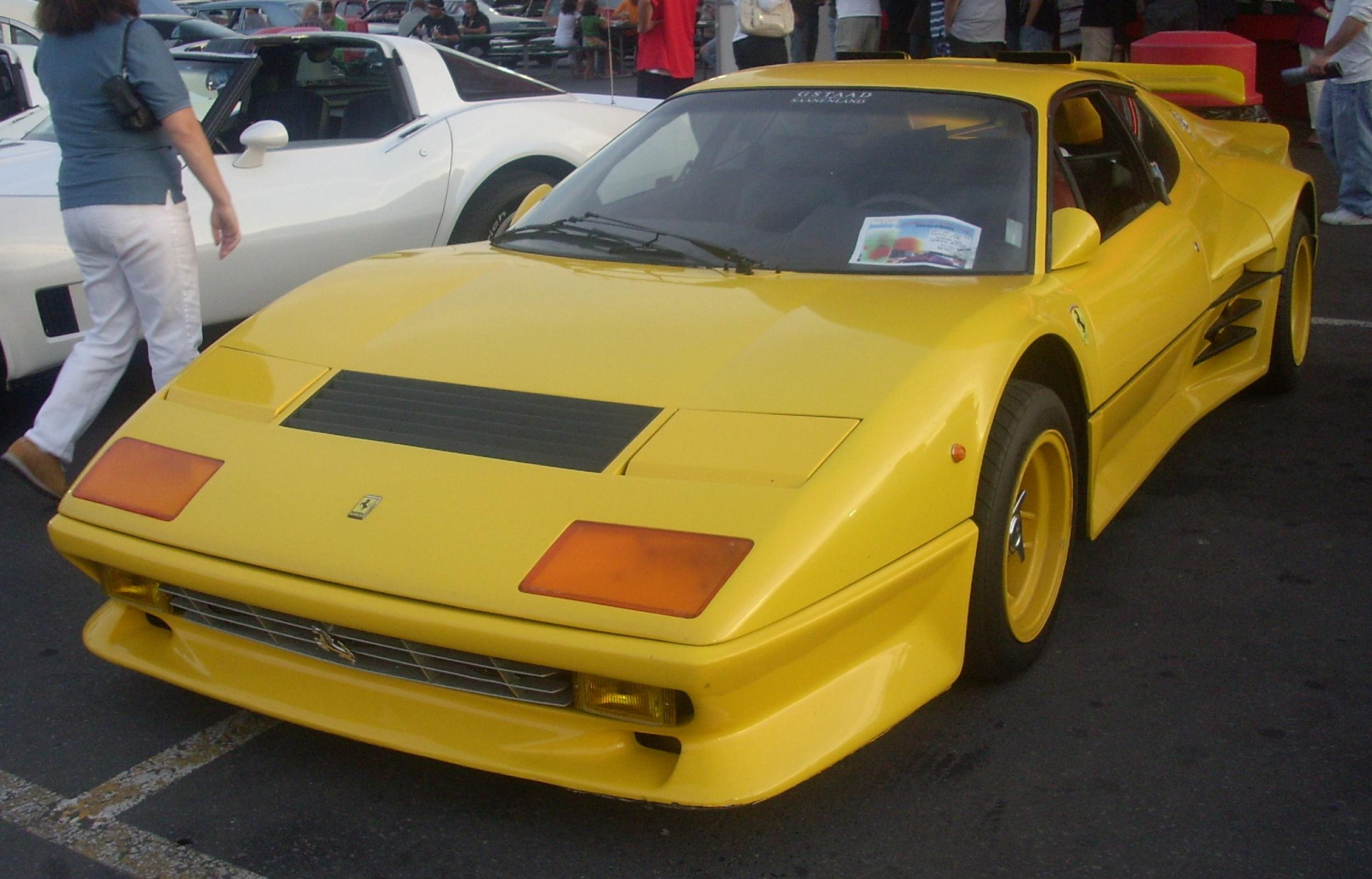
ケーニッヒ・フェラーリ・512BB

フェラーリ・365GT4BBのチューニングを皮切りに、BMW、ポルシェ、メルセデス・ベンツ、ランボルギーニの車両を主にチューニングし、内外装のドレスアップも手掛ける。
また、各車種用に開発したオリジナルパーツの販売も行っている。